# Marc Daniëls
Marc Daniëls (Jette, 10 juli 1959 – aldaar, 10 mei 2021), ook bekend als De Marck, was een Belgisch striptekenaar en kunstschilder. Samen met Rik De Wulf runde hij Studio Max! tussen 1999 en 2010.

## Carrière
Daniëls studeerde Beeldende Kunsten aan het Koninklijk Atheneum Brussel in Jette. Hij tekende illustraties en cartoons voor Brusselse kranten.

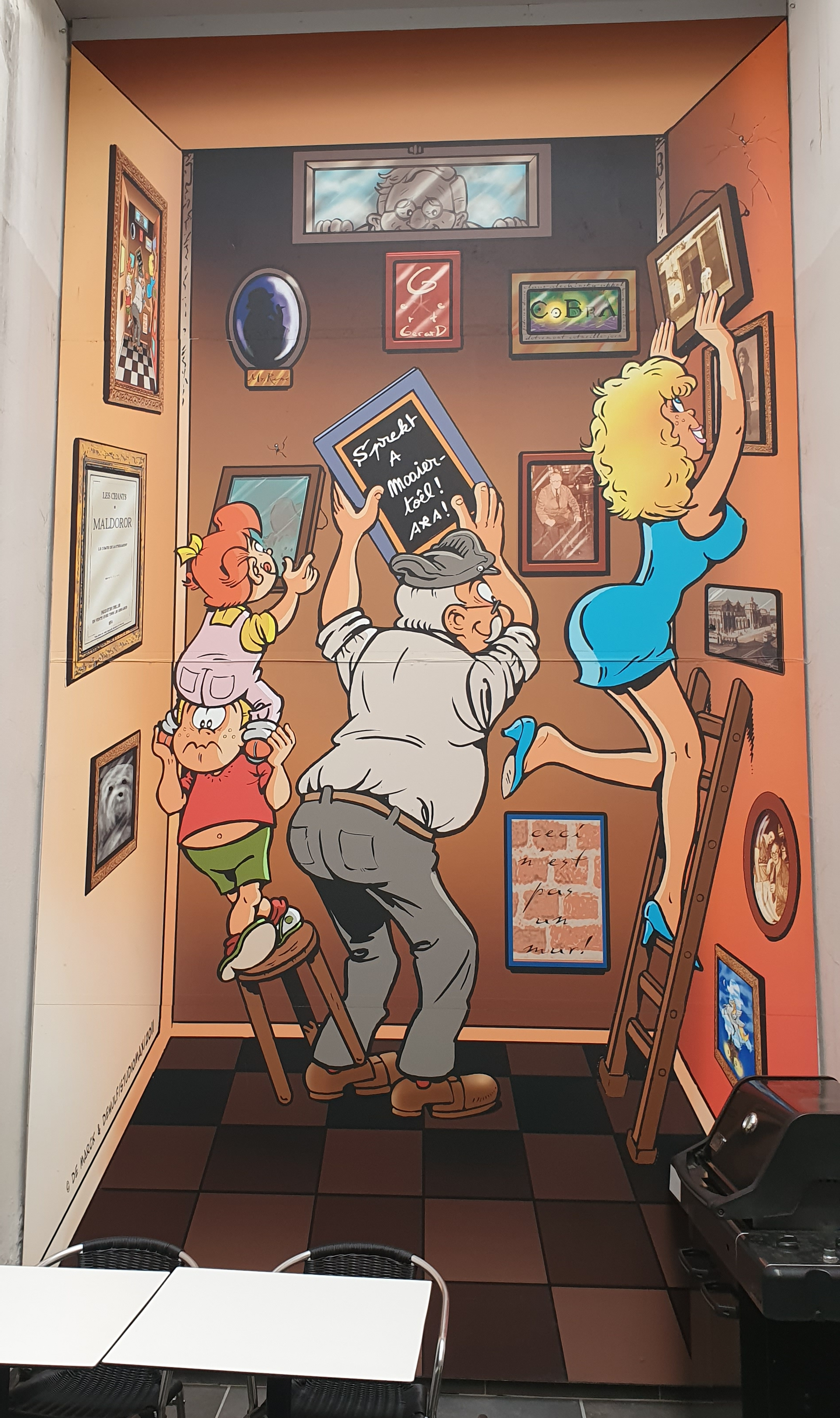
Stripmuur van Stam en Pilou in café Goudblommeke in Papier te Brussel.

In 1999 richtte hij samen met Rik De Wulf Studio Max! op dat bleef bestaan tot 2010. Zij bedachten de strip Stam en Pilou voor de jeugdfilatelie van de Belgische Post, die vanaf 2000 in albumvorm werd uitgebracht wat uitgroeide tot een albumreeks van vijfentwintig delen en zes specials.  In 2011 kreeg deze stripreeks een stripmuur op het binnenterras van café Het Goudblommeke in Papier in Brussel.
In 2009 maakte hij samen met onder meer De Wulf het album Alexander de Grote 1 in de educatieve reeks De reizen van Alex van Jacques Martin.
In 2011 tekende Daniëls op scenario van Danny Verbiest een zevendelige stripreeks over de Brusselse schilder en kunsthandelaar Geert Van Bruaene (1891-1964). In 2016 verscheen van zijn hand het album Enfin Les Vacances op scenario van Herman Mennekens. En in 2020 een promotiealbum voor de gemeente Buggenhout met de titel Het Spook van de Pastorie waarvoor hij samen met Tim Bolssens en Lander Daniels het scenario verzorgde.
In 2021 kwam zijn allerlaatste strip uit, met hem als tekenaar van het derde album van de stripserie 'De rode duivels... van Sporting Brugske-Op' met de titel 'In finale tegen... les bleus van Racing Rockfort'.
Tussen 2015 en 2018 werkte Daniëls op het kabinet van toenmalig Brussels schepen voor Openbare Werken en Mobiliteit Els Ampe (Open VLD).  Vanaf september 2020 was hij gemeenteraadslid van Jette voor de Open Vld-afdeling Jette.  Hij zette zich ook in voor lokale beeldende kunstenaars via prestigieuze tentoonstellingen in de abdij van Dieleghem. Voorts was hij betrokken bij het BD Jette Stripfestival en organiseerde hij tekenateliers en tekencursussen voor kinderen en volwassenen.  Voor velen was Marc een Brusselse 'toffe peï' die graag het Brusselse dialect 'defendeerde'. Hij overleed op 61-jarige leeftijd aan de gevolgen van COVID-19.